# Rudolf Schwarzböck

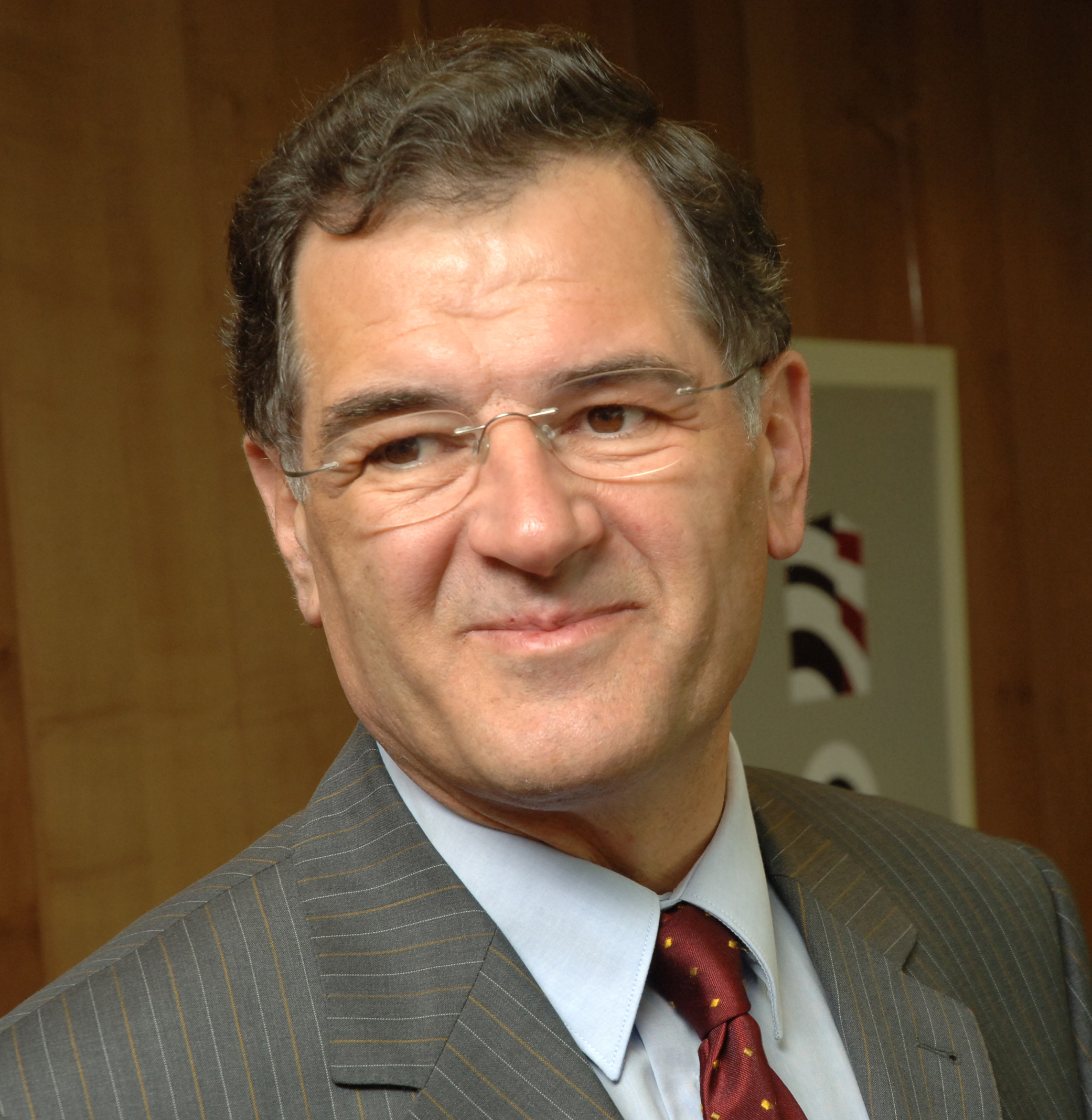
Rudolf Schwarzböck (2005)

Rudolf Schwarzböck (* 9. Dezember 1947 in Korneuburg) ist ein österreichischer Landwirt und ehemaliger Politiker (ÖVP). Schwarzböck war von 1986 bis 2000 Abgeordneter zum Österreichischen Nationalrat und von 1990 bis 2007 Vorsitzender der Präsidentenkonferenz der Landwirtschaftskammern.

## Ausbildung und Beruf
Schwarzböck besuchte die Volks- und Hauptschule und leistete von 1965 bis 1966 den Präsenzdienst ab. Schwarzböck besuchte die landwirtschaftliche Fortbildungsschule Korneuburg und schloss die landwirtschaftliche Fachschule Mistelbach 1970 mit dem Landwirtschaftsmeister ab.
Schwarzböck übernahm 1973 den elterlichen Hof und ist seitdem als Landwirt selbständig. Er ist seit 2002 Obmann des Raiffeisen-Revisionsverbandes NÖ-Wien.

## Politik
Schwarzböck war von 1980 bis 1985 Gemeinderat in Hagenbrunn und vertrat die ÖVP von 1981 bis 1986 im Niederösterreichischen Landtag. Von 17. Dezember 1986 bis 18. September 2000 war er Abgeordneter zum Nationalrat.
Schwarzböck war lange Zeit als Bauernvertreter aktiv und wurde 1980 zum Obmannstellvertreter des Niederösterreichischen Bauernbundes gewählt und war von 2000 bis 2005 Landesobmann des Niederösterreichischen Bauernbundes. Zudem war Schwarzböck ab 1975 Kammerrat der Landes-Landwirtschaftskammer für Niederösterreich und von 1985 bis 2005 deren Präsident. Schwarzböck war ab 1990 Vorsitzender der Präsidentenkonferenz der Landwirtschaftskammern und von 1972 bis 1973 Landesobmann des Ländlichen Fortbildungswerkes von Niederösterreich. Zwischen 2003 und 2005 war er zudem Mitglied des Österreich-Konvents. In der ÖVP hatte Schwarzböck zwischen 1989 und 1991 sowie von 1995 bis 1999 die Funktion des Bundesparteiobmann-Stellvertreters inne.
Im Frühjahr 2007 zog sich Schwarzböck aus allen politischen Ämtern zurück. Den Zeitpunkt begründete er mit dem Auslaufen seiner Funktion im Europäischen Bauernverband. Seine Funktion als Präsident der Landwirtschaftskammern legte er am 3. Mai 2007 zurück.

## Privates
Schwarzböck ist seit 1973 verheiratet und Vater dreier Kinder.

## Auszeichnungen
- Großes Goldenes Ehrenzeichen für Verdienste um die Republik Österreich
- 2005 Goldenes Komturkreuz des Ehrenzeichens für Verdienste um das Bundesland Niederösterreich[3]
- Er wurde 1998 zum Ökonomierat ernannt.
- 2022: Hans-Kudlich-Preis[4]